# Prvenstvo Anglije 1908
Prvenstvo Anglije 1908 v tenisu.

## Moški posamično
Arthur Gore :  Herbert Roper Barrett, 6-3, 6-2, 4-6, 3-6, 6-4

## Ženske posamično
Charlotte Cooper Sterry :  Agnes Morton,  6-4, 6-4

## Moške dvojice
Josiah Ritchie /  Tony Wilding :  Arthur Gore /  Herbert Roper Barrett, 6–1, 6–2, 1–6, 9–7